# Lewia infectoria
Lewia infectoria är en svampart som först beskrevs av Karl Wilhelm Gottlieb Leopold Fuckel, och fick sitt nu gällande namn av M.E. Barr & E.G. Simmons 1986. Lewia infectoria ingår i släktet Lewia och familjen Pleosporaceae.  Arten är reproducerande i Sverige. Inga underarter finns listade i Catalogue of Life.